# Matrika zamenjave
Matrika zamenjave je posebna oblika permutacijske matrike. Ta vrsta matrike ima elemente, ki so enaki {\displaystyle 1\!\,} na antidiagonali, ki poteka od desnega zgornjega kota do levega spodnjega kota matrike, na ostalih mestih pa ima same ničle. To pomeni, da se matriko zamenjave dobi z zamenjavo vrstic ali zamenjavo stolpcev v enotski matriki.

## Zgledi
{\displaystyle J_{2}={\begin{pmatrix}0&1\\1&0\end{pmatrix}};\quad J_{3}={\begin{pmatrix}0&0&1\\0&1&0\\1&0&0\end{pmatrix}};\quad J_{n}={\begin{pmatrix}0&0&\cdots &0&0&1\\0&0&\cdots &0&1&0\\0&0&\cdots &1&0&0\\\vdots &\vdots &&\vdots &\vdots &\vdots \\0&1&\cdots &0&0&0\\1&0&\cdots &0&0&0\end{pmatrix}}\!\,.}

## Definicija
Če se z {\displaystyle J\!\,} označi matriko, potem je posamezen element v matriki enak:
{\displaystyle J_{i,j}={\begin{cases}1,&j=n-i+1\\0,&j\neq n-i+1\!\,.\\\end{cases}}}

## Značilnosti
- {\displaystyle J^{T}=J\!\,}
- {\displaystyle J^{n}=I\!\,} za parne {\displaystyle n\!\,} oziroma {\displaystyle J^{n}=J\!\,} za neparne {\displaystyle n\!\,}. Matrika {\displaystyle J\!\,} je involutarna matrika, kar pomeni, da je {\displaystyle J^{-1}=J\!\,}
- sled matrike {\displaystyle J\!\,}  je 1, če je {\displaystyle n\!\,} neparen oziroma je enak 0, če je {\displaystyle n\!\,} paren
- poljubna matrika {\displaystyle A\!\,}, za katero velja {\displaystyle AJ=JA\!\,}, je matrika {\displaystyle A\!\,} centrosimetrična matrika
- kadar za matriko {\displaystyle A\!\,} velja {\displaystyle AJ=JA^{T}\!\,}, je matrika {\displaystyle A\!\,} persimetrična